# Spilit
Spilit je společný výraz pro mikroskopické až jemnozrnné zásadité magmatické horniny, vznikající především metasomatózou z oceánských bazaltů. Pojem byl zaveden do geologické literatury v roce 1827 Alexandrem Brongniartem pro afanitický diabas (bez vyrostlic). V novějším pojetí se jedná o bazické efuzivum, v němž plagioklas je zastupován albitem, vzniklým spilitovou reakcí. V současné době je proto doporučený název metabazalt.

## Popis
Spilit se vzhledově i tvarově podobá bazaltům, rozdíly jsou patrné teprve při mikroskopickém zkoumání výbrusu. Jedná se o metasomatické horniny s mikroskopickou či velmi jemnou velikostí zrn. Barvy bývá od šedozelené, nazelenalé nebo narudle-hnědé až téměř černé, má většinou nadprůměrný obsah CaO2 a Na2O. Často tvoří polštářové lávy (lava pillow), s četnými žilkami kalcitu či chaldcedonu, mívá afanitickou, mandlovcovou či variolitickou strukturu, dutiny bývají vyplněné sekundárními minerály. Charakteristickými minerály spilitů jsou albit a chlorit, dále pak aktinolit, olivín, titanit, karbonáty, epidot, prehnit, limonit a přítomny mohou být též relikty pyroxenů.

## Vznik
Podle prvního vědeckého popisu před 180 lety (jako pillow lávy neboli polštářové lávy v ofiolitech) se mělo na základě specifického složení této horniny dlouhá léta za to, že vznikla ze zvláštního spilitového magmatu. Jiný názor vycházel z toho, že díky mořské vodě došlo k přeměně existujících minerálů v zásaditém magmatu. Kvůli podobnosti chemického složení mezi bazaltem a spilitem a výskytů v typicky čedičových strukturách (polštářové lávy) se upřednostňuje vznik z bazaltů, zvláště proto, že minerály tvořící horninu vznikají při nízkoteplotní metamorfóze.
Přestavuje raně orogenní formací eugeosynklinálního oceánického prostředí (je součástí ofiolitové formace). Přítomnost sodíku se vysvětluje asimilací hlubinných geosynklinálních hornin, jeho přítomností ve zbytkových magmatických roztocích, kontaminací do vodnatých sedimentů či mořské vody, Na-metasomatózou bazaltů mořskou vodou vytlačenou z mořských sedimentů nebo nízkou regionální metamorfózou a metasomatózou (facie zelených břidlic).
Výchozí horninou jsou bazalty s vysokým obsahem vody, slabě přeměněné diabasy nebo jiné bazické magmatické horniny. Anchimetamorfóza – nejnižší stupeň metamorfózy – vede k přeměně původních minerálů (především plagioklasu) na převažující albit a chlorit. Některé výskyty se pak vysvětlují nízkoteplotní regionální metamorfózou nebo hydrotermální alterací.

## Výskyt

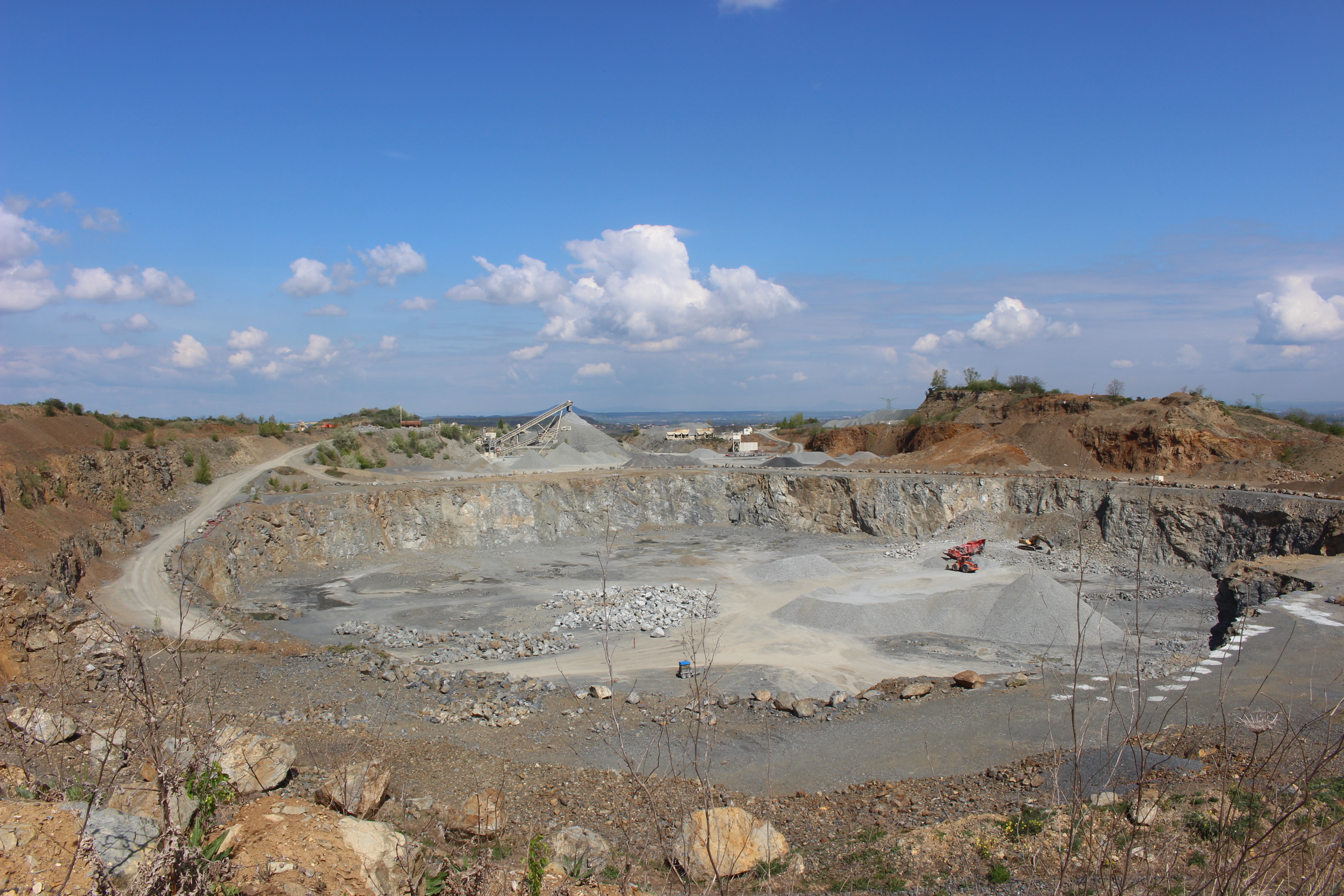
Spilitový lom v Čenkově

Nalezneme je v ofiolitových komplexech a ve vulkanických komplexech oceánského původu. Dále se nacházejí v tzv. subsekventních (neboli finálních) magmatických sériích, které vznikají v závěrečné fázi orogeneze.
V Česku se vyskytují v pásu mezi Klatovy a Kladnem (kladensko-klatovské spilitové pásmo, např. lom Odolena Voda – Čenkov), v okolí Příbrami a Blovic, řazeny jsou do svrchního proterozoika.
Výskyty ve světě:
- Rýnské břidličné pohoří
- série Verrucano (perm Alp)
- Tasmánie – "Motton-spility"
- ofiolity v Ománu
- Indie – Dekánské trapy